# ویلیام گلدنبرگ
ویلیام گلدنبرگ (انگلیسی: William Goldenberg؛ زادهٔ ۲ نوامبر ۱۹۵۹) یک تدوین‌گر اهل ایالات متحده آمریکا است.
وی در سال ۲۰۱۲ میلادی، بابت تدوین فیلم «آرگو»، برندهٔ جایزه اسکار بهترین تدوین و جایزهٔ بفتا شد.

## گزیدهٔ آثار
- تبدیل‌شوندگان: ظهور جانوران (۲۰۲۳)
- یک دست لباس (۲۰۲۲)
- اخبار جهان (۲۰۲۰)
- شش زیرزمینی (۲۰۱۹)
- ضربه مغزی (۲۰۱۵)
- شکست‌ناپذیر (۲۰۱۴)
- بازی تقلید (۲۰۱۴)
- تبدیل‌شوندگان: عصر انقراض (۲۰۱۴)
- سی دقیقه پس از نیمه‌شب (۲۰۱۲)
- آرگو (۲۰۱۲)
- تبدیل‌شوندگان: نیمه تاریک ماه (۲۰۱۱)
- شاگرد جادوگر (۲۰۱۰)
- رفته عزیزم رفته (۲۰۰۷)
- گنجینه ملی: کتاب رمز (۲۰۰۷)
- میامی وایس (۲۰۰۶)
- دومینو (۲۰۰۵)
- گنجینه ملی (۲۰۰۴)
- سیبیسکوت (۲۰۰۳)
- جک کانگورو (۲۰۰۳)
- علی (۲۰۰۱)
- نفوذی (۱۹۹۹)
- بوسه طولانی شب‌بخیر (۱۹۹۶)
- شهروند مجهول (۱۹۹۵)
- مخمصه (۱۹۹۵)
- استادان عروسکی (۱۹۹۴)
- زنده (۱۹۹۳)